# Grontjärnen
Grontjärnen är en sjö i Gagnefs kommun i Dalarna och ingår i Dalälvens huvudavrinningsområde. Sjön har en area på 0,0957 kvadratkilometer och ligger 232,6 meter över havet.

## Delavrinningsområde
Grontjärnen ingår i det delavrinningsområde (671127-143975) som SMHI kallar för Utloppet av Närsen. Medelhöjden är 257 meter över havet och ytan är 21,9 kvadratkilometer. Det finns ett avrinningsområde uppströms, och räknas det in blir den ackumulerade arean 45,88 kvadratkilometer. Närsån som avvattnar avrinningsområdet har biflödesordning 4, vilket innebär att vattnet flödar genom totalt 4 vattendrag innan det når havet efter 268 kilometer. Avrinningsområdet består mestadels av skog (72 procent). Avrinningsområdet har 3,04 kvadratkilometer vattenytor vilket ger det en sjöprocent på 13,9 procent.